# ライリー・オペルカ
ライリー・オペルカ（Reilly Opelka, 1997年8月28日 - ）は、アメリカ合衆国ミシガン州セントジョセフ（St. Joseph）出身の男子プロテニス選手。ATPランキング自己最高位はシングルス17位。ダブルス89位。これまでにATPツアーでシングルス4勝、ダブルス1勝を挙げている。身長211cm、体重102kg。右利き、バックハンド・ストロークは両手打ち。

## 選手経歴

### ジュニア時代
ミシガン州のセント・ジョセフで生まれ、フロリダ州のパームコーストに4歳のときに移り住んだ。ボカラトンにある全米テニス協会(USTA)に参加する12歳までは定期的にテニスをしていなかった。トム・ガリクソンが彼のジュニア初期に大きな影響を与えた。
同胞で同期のひとりであるテイラー・フリッツとはジュニア時代からの親友関係である。叔父はアメリカの有名なラジオ番組のラジオDJを務めていたマイケル・オペルカである。

### 2015年 プロ転向
2015年ウィンブルドン選手権のジュニア男子シングルスでは決勝でマイケル・イマーを破り、優勝。さらにダブルスでも準優勝をする。同年にプロ転向。年間最終ランキングは981位。

### 2016年 チャレンジャー初優勝

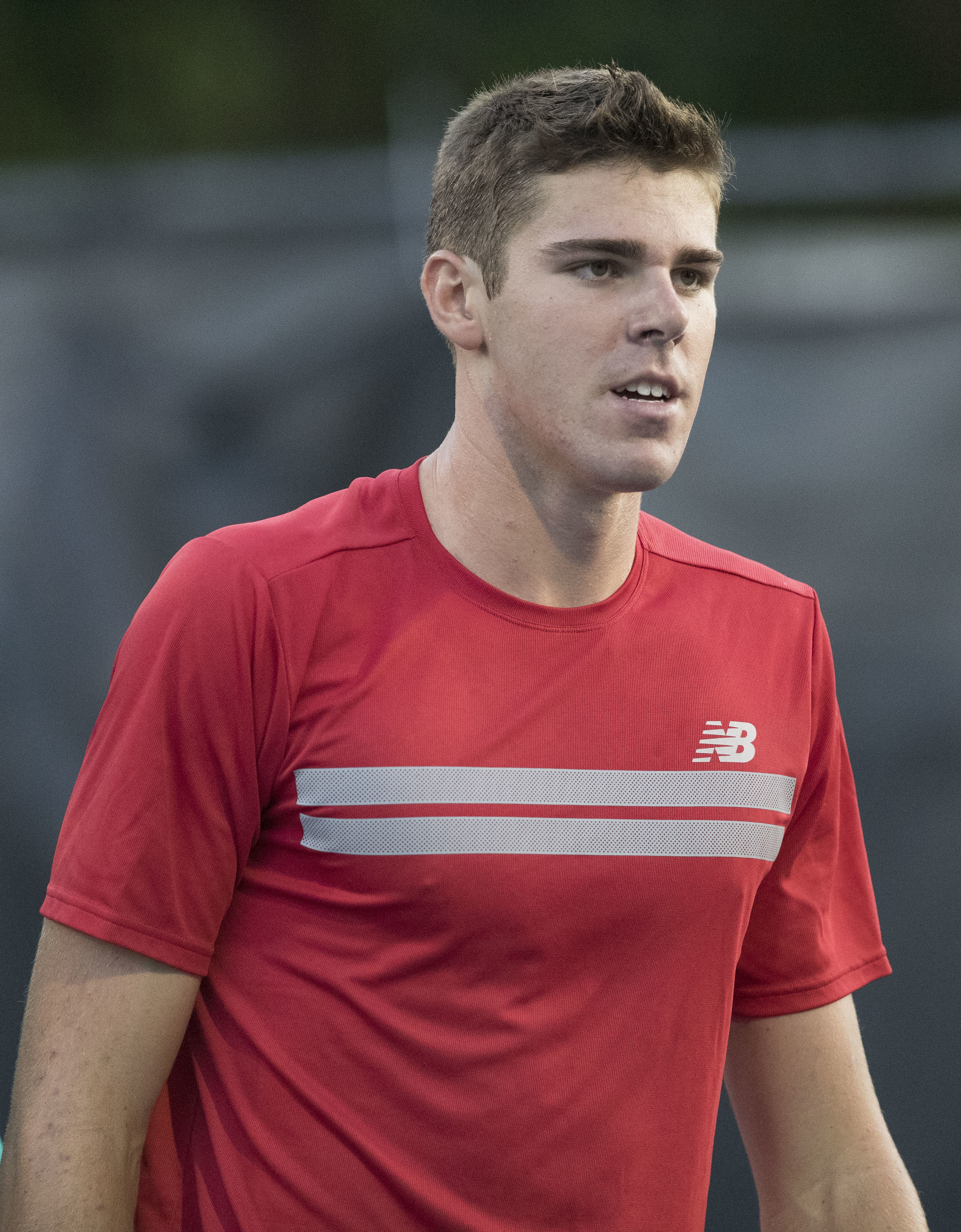
2016年年ムバダラ・シティDCオープンでのライリー・オペルカ

4月の全米男子クレーコート選手権では予選突破し、初のATPツアー本戦入り。1回戦では同胞のサム・クエリーに初戦敗退となる。7月のシティ・オープンでも本戦入りするも、1回戦でマレク・ジャジリに敗れたが、8月のアトランタ・オープンではケビン・アンダーソンらを下し、ベスト4進出を果たした。準決勝ではジョン・イスナーに敗れた。ウエスタン・アンド・サザン・オープンの2回戦ではジョー＝ウィルフリード・ツォンガに敗れた。11月のシャーロッツビルで開催されたATPチャレンジャーツアーでチャレンジャー初優勝。年間最終ランキングは204位。

### 2017年 グランドスラム初出場
全豪オープンでは予選を勝ち上がり、グランドスラム本戦に初出場。第11シードのダビド・ゴファンに4-6, 6-4, 2-6, 6-4, 4-6のフルセットで初戦敗退。2月のメンフィス・オープンではワイルドカードで本戦出場して初戦敗退。2回戦で同胞のドナルド・ヤングに敗れた。年間最終ランキングは229位。

### 2018年 トップ100入り
全豪オープンでは予選敗退。2月のデルレイビーチ・オープンでは1回戦でライアン・ハリソン、2回戦でジャック・ソックなどの同胞らを下してベスト8入り。準々決勝でペーター・ゴヨフチクに敗れた。3月のBNPパリバ・オープンではテイラー・フリッツに初戦敗退。マイアミ・オープンでは予選1回戦敗退。5月のボルドー・チャレンジャーではATPチャレンジャーツアー2勝目を挙げる。全仏オープンでは予選2回戦敗退。ウィンブルドン選手権では予選2回戦でホベルト・ホルカシュに敗れた。全米オープンではフィリップ・クライノビッチに予選敗退。

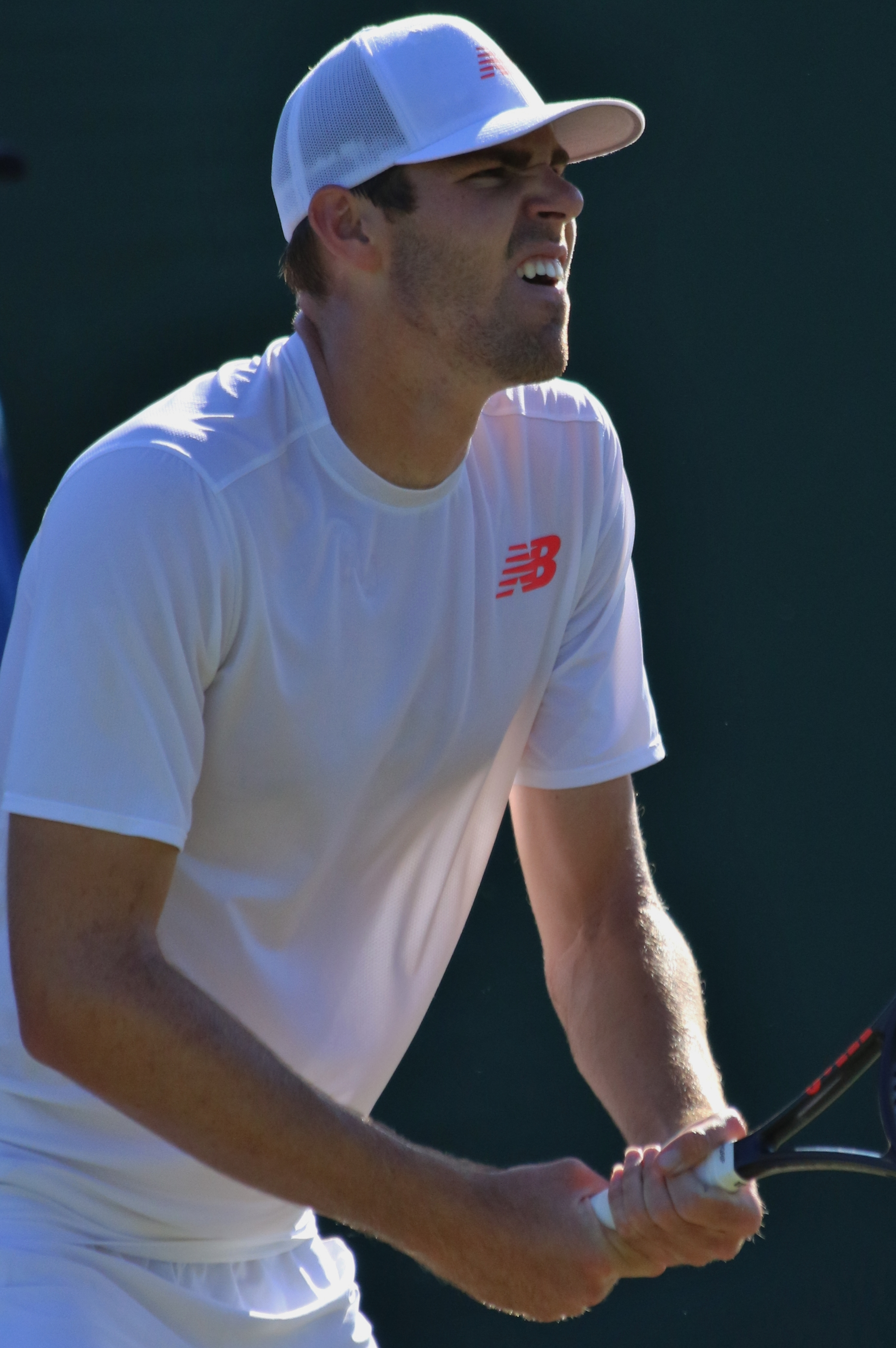
2018年ウィンブルドン選手権でのライリー・オペルカ

9月のシカゴで開催されたチャレンジャーではデニス・イストミンに敗れ、準優勝。同月中旬、ケーリーでのチャレンジャーでも決勝で敗れて、2週連続で準優勝。11月のノックスビルとシャンペーンでのチャレンジャーでは2週連続で優勝を果たした。今季のATPチャレンジャーツアーでは3勝を挙げたことでトップ100入り。年間最終ランキングは99位。

### 2019年 ツアー初優勝 トップ50入り
全豪オープンで1回戦の第9シードジョン・イスナー戦で6-7(4), 6-7(6), 7-6(4), 6-7(5)の全セットタイブレークの末セットカウント3-1で勝利し、グランドスラム初勝利と2度目のトップ10勝利を果たす。2月のニューヨーク・オープンで初めてATPツアー決勝に進出し、ブレイデン・シュナーに勝利し、優勝を飾った。BNPパリバ・オープンではレオナルド・マイエルに初戦敗退。マイアミ・オープンでは3回戦でダニール・メドベージェフに敗れた。
マドリード・オープンでは2回戦のドミニク・ティーム戦を途中棄権。BNLイタリア国際では予選敗退。全仏オープンではクリスチャン・ガリンに初戦敗退。ウィンブルドン選手権では2回戦で第22シードのスタン・ワウリンカを7-5, 3-6, 4-6, 6-4, 8-6のフルセットで勝利。3回戦では第15シードのミロシュ・ラオニッチに敗退。全米オープンでは1回戦で第11シードのファビオ・フォニーニを6-3, 6-4, 6-7(6), 6-3で破り、2回戦進出。2回戦ではドミニク・コプファーにストレートで敗れた。年間最終ランキングは36位。

### 2020年 ツアー2勝目
全豪オープンでは1回戦で第12シードのファビオ・フォニーニと対決し、6-4, 7-6(3), 4-6, 3-6, 6-7(5)の日を跨いでの激戦となり、相手の逆転によって惜敗。2月のニューヨーク・オープンダブルスでは同胞のスティーブ・ジョンソンと組み、準優勝。デルレイビーチ・オープンでは決勝で西岡良仁を破り、ツアー2勝目を挙げた。ウエスタン・アンド・サザン・オープンではベスト8入りするも、準々決勝のステファノス・チチパス戦を6-5の時点で途中棄権。全米オープンでは第7シードのダビド・ゴファンに初戦敗退。全仏オープンではジャック・ソックに初戦敗退。年間最終ランキングは39位。

### 2021年 マスターズ準優勝 トップ25入り
全豪オープンでは2回戦でテイラー・フリッツに4-6, 7-6(6), 6-7(4), 7-6(5), 2-6のフルセットの熱戦で惜敗した。マイアミ・オープンではアレクセイ・ポピリンに初戦敗退。
マドリード・オープンではドミニク・コプファーに初戦敗退するも、続くBNLイタリア国際では準々決勝でフェデリコ・デルボニスを破り、初のATPマスターズ1000ベスト4入り。準決勝ではラファエル・ナダルに敗退した。全仏オープンでは第32シードとして初の3回戦まで進出するも、ダニール・メドベージェフに破れ、4回戦進出にはならなかった。ウィンブルドン選手権では第27シードとして出場するも、ドミニク・コプファーに初戦敗退。
ヤニック・シナーと組んだアトランタ・オープンでは決勝でスティーブ・ジョンソン/ジョーダン・トンプソン組を破り、ツアーダブルス初優勝。ロジャーズ・カップでは準決勝でステファノス・チチパスを破り、初のATPマスターズ1000決勝進出し、世界トップ5選手にも初めての勝利を挙げた。決勝ではダニール・メドベージェフに破れて、準決勝。この活躍で2021年8月16日の世界ランキングで世界23位を更新。ウエスタン・アンド・サザン・オープンでは2回戦でキャスパー・ルードに敗れた。第22シードとして迎えた全米オープンでは3回戦でロイド・ハリスに7-6(6), 4-6, 1-6, 3-6で敗れた。
世界選抜としてレーバー・カップに初出場を果たす。シングルスではキャスパー・ルードに、ダブルスではデニス・シャポバロフに組み、アンドレイ・ルブレフ/アレクサンダー・ズベレフ組に敗退。BNPパリバ・オープンでは2回戦でグリゴール・ディミトロフに敗れた。パリ・マスターズでは2回戦でキャメロン・ノリーに敗れた。年間最終ランキングは26位。

### 2022年 ツアー4勝目 トップ20入り
シドニー国際ではベスト4入りするも、準決勝でアンディ・マリーに敗れた。全豪オープンでは初の3回戦進出。3回戦でデニス・シャポバロフに6-7(4), 6-4, 3-6, 4-6で敗れた。2月のダラス・オープンでは決勝でジェンソン・ブルックスビーに7-6(5), 7-6(3)で勝利して、ツアー3勝目。翌週のデルレイビーチ・オープンでも2週連続で決勝進出。決勝ではキャメロン・ノリーに6-7(1), 6-7(4)で敗れて、準優勝。BNPパリバ・オープンでは初の4回戦進出をするも、4回戦でラファエル・ナダルに6-7(3), 6-7(5)で敗退。マイアミ・オープンではフランシスコ・セルンドロ戦で1-6, 1-3の時点で途中棄権して初戦敗退。
全米男子クレーコート選手権では決勝でジョン・イスナーを破り、ツアー4勝目を挙げた。マドリード・オープンではセバスチャン・コーダに3-6, 5-7、BNLイタリア国際ではスタン・ワウリンカに6-3, 5-7, 2-6でそれぞれ初戦敗退。ジュネーブ・オープンではベスト4入りするも、準決勝ではキャスパー・ルードに敗退。全仏オープンでは第17シードで出場するも、フィリップ・クライノビッチにストレートで初戦敗退。
ウィンブルドン選手権では第15シードとして出場し、初戦突破するも、2回戦でティム・ファン・ライトホフェンに敗れた。数週間の休養を挟んで8月のシティ・オープン1回戦ではデニス・クドラに勝利するも、2回戦ではニック・キリオスに6-7(1), 2-6のストレートで敗れた。大会後に腰の手術を受け、この試合を最後に2022年シーズンを全休することとなる。年間最終ランキングは38位。

### 2023年 怪我に見舞われる
昨年の腰の怪我によるツアー離脱から8ヶ月経過し、欠場した全豪オープン、ダラス・オープン、デルレイビーチ・オープンでの保有ポイントも失効。2月末には4年ぶりにトップ100陥落。10月のATPチャレンジャーツアーで復帰するも、ランキングが大幅下降。年間最終ランキングは1146位。

### 2024年 デビス杯ベスト8

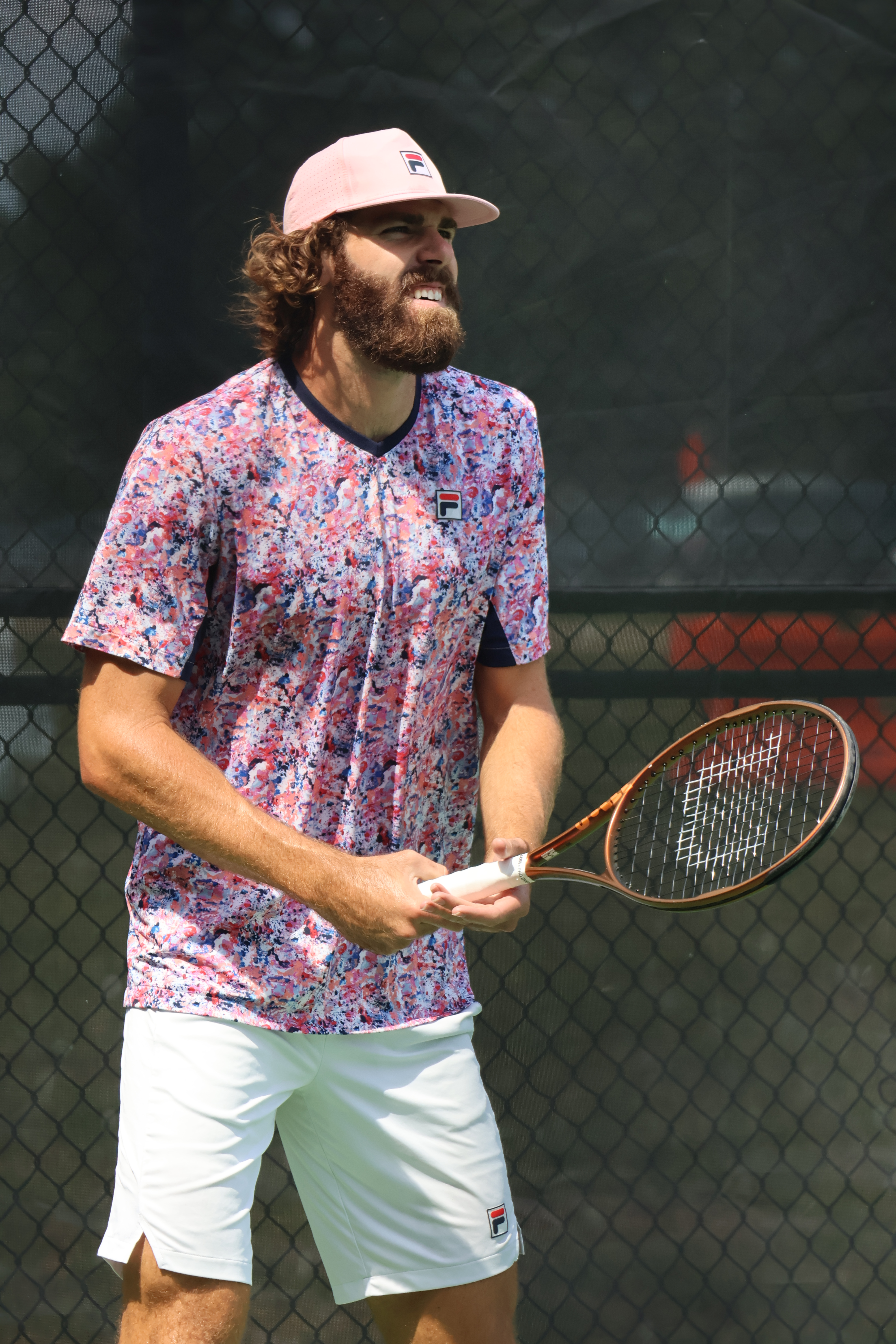
2024年ムバダラ・シティDCオープンでのライリー・オペルカ

昨年の復帰から8ヶ月空いてワイルドカードにより、テニス殿堂選手権にてツアー再復帰を果たす。2回戦では第1シードのアドリアン・マナリノを6-4, 3-6, 6-4で下して、ベスト8進出。準々決勝でもマッケンジー・マクドナルドを4-6, 6-3, 6-4で下してベスト4進出。
大会後には世界ランキングを750位以上も大幅に上昇させて430位まで回復させた。さらにアトランタ・オープンとムバダラ・シティDCオープンの両大会でも初戦突破をする。全米オープンでは1回戦で第18シードのロレンツォ・ムゼッティに第2セットを奪う健闘を見せるも、6-7(3), 6-1, 1-6, 5-7で敗れ、初戦敗退となった。上海マスターズではアーサー・リンダークネッシュに4-6, 6-7(5)のストレートで初戦敗退。年末にはトップ300圏内まで復帰を果たした。年間最終ランキングは293位。
9月、2024年デビスカップではアメリカ代表として、出場。グループステージではチリのクリスチャン・ガリンを6-3, 4-6, 7-6(3)、ドイツのヘンリー・スクワイアを6-7(4), 7-6(9), 6-3で破り、シングルスで勝利を収め、チームのベスト8進出に貢献した。

### 2025年 ツアー通算100勝
1月、ブリスベン国際ではプロテクト・ランキングを活用して出場して、ベスト8進出。準々決勝で第1シードのノバク・ジョコビッチを7-6(6), 6-3のストレートで破る金星を挙げ、準決勝ではジョヴァニ・ンペシ・ペリカールを6-3, 7-6(4)のストレートで下して、2年9ヶ月ぶりにツアー決勝進出。同時にこの勝利により、ツアー通算100勝を達成した。決勝でのイジー・レヘチカ戦では1-4の時点で途中棄権となり、準優勝。全豪オープンでは3年ぶりの出場となり、1回戦でゴーティエ・オンクランを3-6, 7-6(4), 6-3, 6-2の逆転で初戦突破。2回戦では第26シードのトマーシュ・マハーチを6-3, 6-7(1), 7-6(5), 6-7(4), 4-6のフルセットの末に敗れた。

## ATPツアー決勝進出結果

### シングルス: 6回（4勝2敗）
| 大会グレード                    |
| グランドスラム (0–0)            |
| ATPファイナルズ (0–0)           |
| ATPツアー・マスターズ1000 (0–1) |
| ATPツアー500 (0–0)              |
| ATPツアー250 (4–1)              |

| サーフェス別タイトル |
| ハード (3–2)         |
| クレー (1–0)         |
| 芝 (0–0)             |
| カーペット (0–0)     |

| 結果   | No. | 決勝日        | 大会           | サーフェス    | 対戦相手                   | スコア                  |
| ------ | --- | ------------- | -------------- | ------------- | -------------------------- | ----------------------- |
| 優勝   | 1.  | 2019年2月17日 | ニューヨーク   | ハード (室内) | ブレイデン・シュナー       | 6–1, 6–7(7–9), 7–6(9–7) |
| 優勝   | 2.  | 2020年2月23日 | デルレイビーチ | ハード        | 西岡良仁                   | 7–5, 6–7(4–7), 6–2      |
| 準優勝 | 1.  | 2021年8月15日 | トロント       | ハード        | ダニール・メドベージェフ   | 4–6, 3–6                |
| 優勝   | 3.  | 2022年2月13日 | ダラス         | ハード (室内) | ジェンソン・ブルックスビー | 7–6(7–5), 7–6(7–3)      |
| 準優勝 | 2.  | 2022年2月20日 | デルレイビーチ | ハード        | キャメロン・ノリー         | 6–7(1–7), 6–7(4–7)      |
| 優勝   | 4.  | 2022年4月10日 | ヒューストン   | クレー        | ジョン・イスナー           | 6–3, 7–6(9–7)           |

### ダブルス: 4回（1勝3敗）
| 結果   | No. | 決勝日         | 大会         | サーフェス    | パートナー             | 対戦相手                                            | スコア                |
| ------ | --- | -------------- | ------------ | ------------- | ---------------------- | --------------------------------------------------- | --------------------- |
| 準優勝 | 1.  | 2019年10月27日 | バーゼル     | ハード (室内) | テイラー・フリッツ     | ジャン＝ジュリアン・ロジェ ホリア・テカウ           | 5–7, 3–6              |
| 準優勝 | 2.  | 2020年2月16日  | ニューヨーク | ハード (室内) | スティーブ・ジョンソン | ドミニク・イングロット アイサム＝ウル＝ハク・クレシ | 6–7(5–7), 6–7(6–8)    |
| 準優勝 | 3.  | 2021年6月20日  | ロンドン     | 芝            | ジョン・ピアース       | ピエール＝ユーグ・エルベール ニコラ・マユ           | 4–6, 5–7              |
| 優勝   | 1.  | 2021年8月1日   | アトランタ   | ハード        | ヤニック・シナー       | スティーブ・ジョンソン ジョーダン・トンプソン       | 6–4, 6–7(6–8), [10–3] |

## 成績
略語の説明
| W | F | SF | QF | #R | RR | Q# | LQ | A | Z# | PO | G | S | B | NMS | P | NH |

W=優勝, F=準優勝, SF=ベスト4, QF=ベスト8, #R=#回戦敗退, RR=ラウンドロビン敗退, Q#=予選#回戦敗退, LQ=予選敗退, A=大会不参加, Z#=デビスカップ/BJKカップ地域ゾーン, PO=デビスカップ/BJKカッププレーオフ, G=オリンピック金メダル, S=オリンピック銀メダル, B=オリンピック銅メダル, NMS=マスターズシリーズから降格, P=開催延期, NH=開催なし.

### グランドスラム
| 大会           | 2015 | 2016 | 2017 | 2018 | 2019 | 2020 | 2021 | 2022 | 通算成績 |
| -------------- | ---- | ---- | ---- | ---- | ---- | ---- | ---- | ---- | -------- |
| 全豪オープン   | A    | A    | 1R   | Q1   | 2R   | 1R   | 2R   | 3R   | 4–5      |
| 全仏オープン   | A    | A    | Q3   | Q2   | 1R   | 1R   | 3R   | 1R   | 2–4      |
| ウィンブルドン | A    | A    | Q1   | Q2   | 3R   | NH   | 1R   | 2R   | 3–3      |
| 全米オープン   | Q2   | Q2   | Q2   | Q1   | 2R   | 1R   | 4R   | A    | 4–3      |
| 勝–敗          | 0–0  | 0–0  | 0–1  | 0–0  | 4–4  | 0–3  | 6–4  | 3–3  | 13–15    |

### 大会最高成績
| 大会                 | 成績 | 年       |
| -------------------- | ---- | -------- |
| ATPファイナルズ      | A    | 出場なし |
| インディアンウェルズ | 4R   | 2022     |
| マイアミ             | 3R   | 2019     |
| モンテカルロ         | A    | 出場なし |
| マドリード           | 2R   | 2019     |
| ローマ               | SF   | 2021     |
| カナダ               | F    | 2021     |
| シンシナティ         | QF   | 2020     |
| 上海                 | 2R   | 2019     |
| パリ                 | 2R   | 2021     |
| オリンピック         | A    | 出場なし |
| デビスカップ         | QF   | 2024     |
| ATPカップ            | RR   | 2021     |